# Онуприенко, Дмитрий Платонович
Дмитрий Платонович Онуприенко (25 октября 1906 года, с. Шупики, ныне Богуславский район, Киевская область — 22 ноября 1977 года, Москва) — советский военачальник, генерал-лейтенант (1945). Герой Советского Союза (16.10.1943).

## Молодость
Родился 25 октября 1906 года в селе Шупики ныне Богуславского района Киевской области в семье крестьянина.
Окончив семь классов, Дмитрий Онуприенко работал на лесоразработках.

## Довоенная служба
В сентябре 1925 года был призван в Красную Армию. В 1928 году окончил Киевскую пехотную школу, после окончания которой был направлен для дальнейшей службы в пограничные войска ОГПУ СССР. Служил в 23-м Каменец-Подольском пограничном отряде помощником начальника пограничной заставы по строевой части, затем командиром взвода. С сентября 1932 года — инструктор по строевой подготовке, затем старший инструктор 2-го пограничного отряда. В мае 1935 года был направлен на учёбу в Москву и в 1938 году окончил Военную академию РККА имени М. В. Фрунзе.
С ноября 1938 года был старшим помощником начальника 1-го отделения Отдела учебных заведений Главного управления Пограничных и внутренних войск НКВД СССР, а с марта 1939 года — заместителем начальника Главного управления конвойных войск НКВД СССР. При этом с августа по сентябрь 1939 года временно исполнял должность начальника Главного управления конвойных войск НКВД СССР. 
С началом советско-финской войны был направлен на фронт в качестве заместителя командира Особого отряда войск НКВД Северо-Западного фронта. По окончании боевых действий вернулся в Москву на прежнюю должность. С марта 1941 года временно исполнял должность заместителя начальника Управления оперативных войск НКВД, затем назначен начальником Управления оперативных войск НКВД СССР. В июне 1941 года был назначен исполняющим должность начальника штаба Московского военного округа. 
В 1930 году вступил в ВКП(б).

## Великая Отечественная война
В июле 1941 года Дмитрий Онуприенко получил приказ сформировать армию в Калининской области из частей НКВД и формировавшихся дивизий народного ополчения. Постановлением Государственного комитета обороны СССР № 183сс «Вопросы Можайской линии обороны» от 17 июля 1941 года назначен командующим 33-й армией, занимавшей оборону на западном направлении в составе Можайской линии обороны и Резервного фронта. В самом начале битвы за Москву 5 октября 1941 года армия попала в окружение и понесла большие потери в «Вяземском котле». Комбриг Онуприенко приказом Военного Совета Западного фронта 17 октября был понижен в должности до заместителя командующего. Исполнял обязанности командарма до прибытия нового командующего генерал-лейтенанта М. Г. Ефремова 19 октября 1941 года. Принимал участие в Московской битве и в Ржевско-Вяземской операции 1942 года. 
В мае 1942 года был направлен на учёбу на Высшие академические курсы при Высшей военной академии имени К. Е. Ворошилова, окончив которые в конце 1942 года, был назначен на должность начальника штаба 3-й резервной армии (Калининский фронт). 7 декабря 1942 года Онуприенко был переаттестован из комбригов в генерал-майоры.
С 15 января по 22 мая 1943 года служил начальником штаба 2-й танковой армии, сформированной на основе 3-й резервной армии. В этой должности принимал участие в Севской операции. 
С 28 июня 1943 года по 16 августа 1944 года командовал 6-й гвардейской стрелковой дивизией (17-й гвардейский стрелковый корпус, 13-я армия, Центральный фронт).
Во главе дивизии особо отличился в битве за Днепр. В сентябре дивизия при стремительном наступлении по Левобережной Украине с ходу форсировала реки Сейм и Десна. Затем 30 сентября 1943 года гвардии генерал-майор Онуприенко в районе села Теремцы (Чернобыльский район) и деревни Верхние Жары (Брагинский район) умело организовал форсирование Днепра. Развив наступление, дивизия принесла поражение противнику в районе сёл Ладыжичи и Паришев (Чернобыльский район). Затем дивизией была форсирована Припять, где она овладела плацдармом у села Ямполь. Отбивая по 10-12 контратак врага в сутки, дивизия не только удержала, но и расширила плацдарм. В этих боях дивизией уничтожено до 10 000 солдат и офицеров противника, захвачены свыше 500 пленных, 21 артиллерийское орудие, много иного вооружения и военной техники.
«За успешное форсирование реки Днепр севернее Киева, прочное закрепление плацдарма на западном берегу реки Днепр и проявленное при этом отвагу и геройство», Указом № 1787 Президиума Верховного Совета СССР от 16 октября 1943 года гвардии генерал-майору Дмитрию Платоновичу Онуприенко присвоено звание Героя Советского Союза с вручением ордена Ленина и медали «Золотая Звезда».
Затем дивизия под его командованием успешно действовала в Киевской наступательной и в Киевской оборонительной операциях, в Житомирско-Бердичевской, Ровно-Луцкой, Львовско-Сандомирской наступательных операциях. За время командования генералом Онуприенко дивизия была удостоена почётного наименования «Ровенская» (7.02.1944), награждена орденами Красного Знамени (21.07.1943) и Суворова 2-й степени (9.08.1944).
В конце августа 1944 года Дмитрий Онуприенко был назначен на должность командира 24-го стрелкового корпуса (13-я армия, 1-й Украинский фронт). Корпус принимал участие в Львовско-Сандомирской, Висло-Одерской, Нижне-Силезской операциях, а также освобождал города Сандомир, Штайнау, Люблин, Шпроттау, сражался у подступов к Торгау, а также форсировал Вислу.

## Послевоенная служба
После Победы продолжал командовать тем же корпусом, провёл его передислоцирование в Прикарпатский военный округ (штаб корпуса размещён в г. Владимир-Волынский). В июле 1946 год корпус был расформирован, а генерал-лейтенант Д. Онуприенко назначен командиром 10-й механизированной дивизии (Приморский военный округ, дивизия дислоцировалась в Северной Корее). С августа 1946 года командовал 13-м стрелковым корпусом (Закавказский военный округ), затем до октября 1952 года — 87-м стрелковым корпусом (Дальневосточный военный округ).
В 1952 году вторично окончил Высшие академические курсы при Высшей военной академии имени К. Е. Ворошилова и с 1953 года командовал 3-м горнострелковым корпусом в Прикарпатском военном округе. Уволен в запас в марте 1957 года.
Жил в Москве. Умер 22 ноября 1977 года. Похоронен на Кунцевском кладбище.

## Память
В честь Дмитрия Платоновича Онуприенко и в честь 6-й гвардейской стрелковой дивизии, которой он командовал, в Шостке (Сумская область, Украина) названы улицы.

## Награды
- Медаль «Золотая Звезда» Героя Советского Союза (16.10.1943);
- два ордена Ленина (16.10.1943, 15.11.1950);
- пять орденов Красного Знамени (2.01.1942, 14.07.1943, 21.07.1944, 6.11.1945, 26.10.1955);
- ордена Кутузова 1-й (27.06.1945) и 2-й (6.04.1945) степеней;
- орден Суворова 2-й степени (23.09.1943);
- орден Красной Звезды (3.11.1944);
- Медаль «За оборону Москвы»;
- Медаль «За взятие Берлина»;
- Другие медали;
- Серебряный Крест ордена «Virtuti militari» (Польша, 19.12.1968)[5]

## Воинские звания
- Старший лейтенант (14 марта 1936 года);
- Полковник;
- Комбриг (29 апреля 1940 года);
- Генерал-майор (7 декабря 1942 года);
- Генерал-лейтенант (27 июня 1945 года).